# Konwój (film 1978)
Konwój (ang. Convoy) – amerykański sensacyjny film drogi z 1978 roku w reżyserii Sama Peckinpaha.

## Fabuła
Kierowca ciężarówki Martin Penwald, zwany Kaczorem (ang. Rubber Duck), popada w konflikt z szeryfem Lylem Wallace’em. Rozpoczyna ucieczkę, do której dołączają kolejni kierowcy powiadamiani przez CB-radio, tworząc tytułowy konwój.

## Obsada
- Kris Kristofferson jako Martin „Kaczor” Penwald
- Ali MacGraw jako Melissa
- Ernest Borgnine jako szeryf Lyle Wallace
- Burt Young jako Bobby „Świniopas / Love Machine”
- Franklyn Ajaye jako „Spider Mike”
- Madge Sinclair jako „Czarna Wdowa”
- Brian Davies jako Arnoldi
- Seymour Cassel jako gubernator Jerry Haskins
- Cassie Yates jako Violet
- Walter Kelley jako agent federalny Hamilton

## Produkcja
Inspiracją do nakręcenia filmu była piosenka country – Convoy z 1975 C.W. McCalla i Chipa Davisa. Jego produkcję rozpoczęto w 1977, kiedy CB radia przeżywały w USA szczyt popularności. Prawie wszystkie zdjęcia zrealizowano w Nowym Meksyku na południu Stanów Zjednoczonych.
Słynna scena na moście, gdzie wybucha ostrzeliwana przez Gwardię Narodową ciężarówka Kaczora, została nakręcona w Needles w Kalifornii nad rzeką Kolorado. Nad bezpieczeństwem tych scen czuwała straż pożarna z Needles.

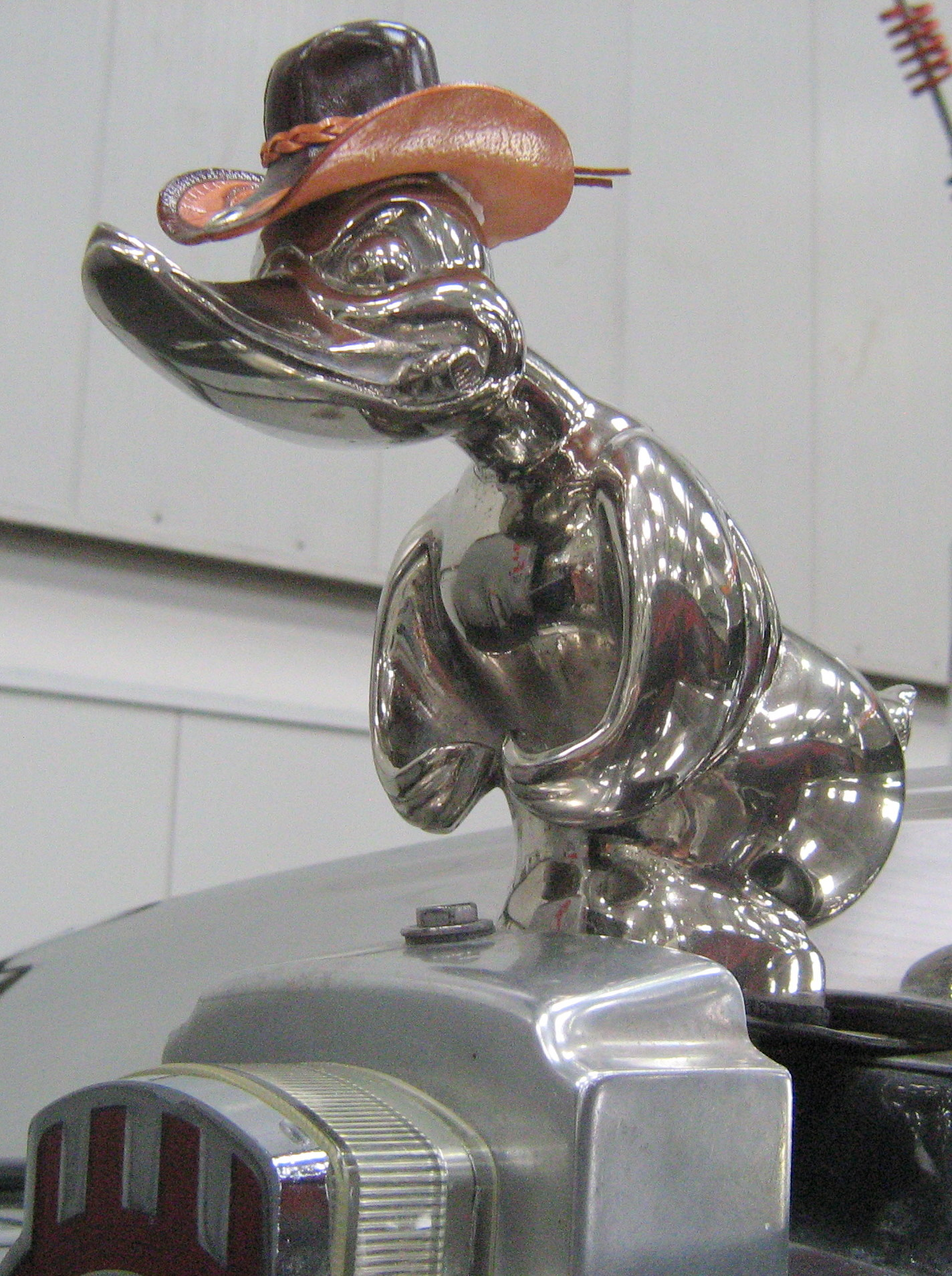
Kopia figurki z ciężarówki Gumowego Kaczora

W czasie realizacji zdjęć reżyser Sam Peckinpah zmagał się z alkoholizmem i uzależnieniem od narkotyków. Jego cztery poprzednie filmy, Żelazny Krzyż (1977), Elita zabójców (1975), Dajcie mi głowę Alfredo Garcii (1974) i Pat Garrett i Billy Kid (1973) nie odniosły zbyt wielkich sukcesów kasowych, dlatego reżyser potrzebował przeboju. Niezadowolony ze scenariusza napisanego przez B.W.L. Nortona, próbował zachęcić aktorów do jego przerobienia i improwizacji dialogów. Później usiłował nadać filmowi nowy wymiar, dodając parę czarnych aktorów jako członków konwoju. Kłopoty zdrowotne Peckinpaha dodatkowo utrudniały produkcję, więc na drugiego reżysera wyznaczono jego przyjaciela i aktora Jamesa Coburna, który nakręcił większą część filmu.
Zdjęcia zakończyły się 11 dni po wyznaczonym terminie, a koszt filmu wyniósł 12 milionów dolarów, czyli dwa razy więcej niż pierwotnie zakładano. Niespodziewanie Konwój przyniósł 45 milionów dolarów zysku i był najbardziej dochodowym filmem w karierze Peckinpaha. Reputacja reżysera została poważnie nadszarpnięta przez pogłoski o jego nałogach. W 1983 nakręcił jeszcze Weekend Ostermana, a rok później zmarł.